# NGC 5372
NGC 5372 је спирална галаксија у сазвежђу Велики медвед која се налази на NGC листи објеката дубоког неба.
Деклинација објекта је + 58° 40' 1" а ректасцензија 13h 54m 45,9s. Привидна величина (магнитуда) објекта NGC 5372 износи 13,0 а фотографска магнитуда 13,9. NGC 5372 је још познат и под ознакама UGC 8843, MCG 10-20-46, CGCG 295-24, IRAS 13530+5854, PGC 49451.